# MS Baltic Princess
MS Baltic Princess er en cruisefærge ejet det estiske færgerederi Tallink. Hun blev bygget på Aker Finnyards Helsinki New Shipyard i Helsinki i Finland i 2008. Skibet begyndte sin service på krydstogt ruten mellem Helsinki i Finland til Tallinn i Estland d. 15. juli 2008.

## Koncept og byggeri
MS Baltic Princess blev bestilt som Tallink's fjerde nye cruisefærge i december 2005. Formålet med skibet var på det tidspunkt ikke frigivet, men efter Tallink's køb af Silja Line i 2006 blev det afsløret, at skibet ville erstatte MS Galaxy på Tallinn-Helsinki krydstogt ruten. Skibet blev døbt den 6. marts 2008. 
Den forreste dele af skibet blev bygget på Aker Yards 'Chantiers de l'Atlantique værftet i Frankrig og blev slæbt til Helsinki i april 2007. I september blev den forreste del slæbt ind i en tørdok, hvor skroget blev afsluttet. Skibet blev flyttet ud af tørdokken i Helsingfors den 9. marts 2008 og blev officielt døbt.

## Taget i brug
MS Baltic Princess blev leveret til Tallink den 10. juli 2008 og blev sat ind i service på ruten Tallinn-Helsinki den 15. juli 2008.

## Eksterne links
- Tallink Silja official website
- Tallink Silja official website for Baltic Princess (Finsk)
- Baltic Princess at marinetraffic.com Arkiveret 19. juli 2011 hos  Wayback Machine